# Jorge Hernando Vidal
Jorge Hernando Vidal (Pasto, Nariño, Colombia, 28 de abril de 1974), más conocido como La Brocha Vidal, es un exdeportista colombiano. Profesionalmente compitió en la disciplinas de fútbol y futsal.

## Trayectoria
Empezó su carrera deportiva como microfutbolista, demostrando grandes cualidades cuando a comienzos de la década de los 90', en la cantera del Deportivo Pasto empieza su carrera como futbolista, con el club volcánico disputó el torneo de primera C, luego de una buena temporada pasó a Millonarios donde debutó como profesional en primera división en 1995 con altas y bajas sin llegar a consolidarse, se mantuvo hasta finales de 1998 con el cuadro embajador.
En su carrera también estuvo en equipos como el Independiente Medellín, Deportes Tolima, Santa Fe, Atlético Bucaramanga, Once Caldas, Atlético Huila y Boyacá Chico. Su último partido como profesional fue el 11 de noviembre de 2012, actuando para el Boyacá Chico, enfrentando al Santa Fe.
Como máximo logro, consiguió el campeonato profesional del 2006 con el Deportivo Pasto, marcando el gol decisivo en la final frente a Cali. Además, tiene como marca personal ser el jugador con más partidos en primera división con el Pasto, siendo parte de 237 partidos con el tricolor pastuso. En total actuó en 457 partidos y anotó 62 goles en primera división, y 22 partidos y 8 goles en Copa Colombia.

## Clubes

### Como Futbolista
| Club                   | País                | Temporada                           | Partidos | Goles |
| ---------------------- | ------------------- | ----------------------------------- | -------- | ----- |
| Millonarios            | Colombia            | 1995 - 1998                         | 22       | 1     |
| Deportivo Pasto        | Colombia            | 1999 - 2000 2002 - 2004 2006 - 2008 | 237      | 40    |
| Independiente Medellín | Colombia            | 2000-ll                             | 16       | 2     |
| Deportes Tolima        | Colombia            | 2001                                | 44       | 9     |
| Deportivo Pereira      | Colombia            | 2003                                | 8        | 0     |
| Santa Fe               | Colombia            | 2004-l                              | 16       | 1     |
| Atlético Bucaramanga   | Colombia            | 2005                                | 8        | 1     |
| Once Caldas            | Colombia            | 2008-ll                             | 10       | 1     |
| Atlético Huila         | Colombia            | 2009 - 2011                         | 92       | 13    |
| Boyacá Chico           | Colombia            | 2012                                | 26       | 2     |
| Total en su carrera    | Total en su carrera | Total en su carrera                 | 479      | 70    |

### Como Microfutbolista
| Club             | País     | Temporadas  |
| ---------------- | -------- | ----------- |
| Leones de Nariño | Colombia | 2013 - 2014 |

## Palmarés

### Campeonatos nacionales
| Título          | Club            | País     | Año  |
| --------------- | --------------- | -------- | ---- |
| Torneo Apertura | Deportivo Pasto | Colombia | 2006 |